# Lista światowego dziedzictwa UNESCO w Albanii
Lista światowego dziedzictwa UNESCO w Albanii – lista miejsc w Albanii wpisanych na listę światowego dziedzictwa UNESCO, ustanowionej na mocy konwencji w sprawie ochrony światowego dziedzictwa kulturowego i naturalnego, przyjętej przez UNESCO na 17. sesji w Paryżu 16 listopada 1972 i ratyfikowanej przez Albanię 10 lipca 1989 roku.
Obecnie (stan na 2023 rok) na liście znajdują się cztery obiekty: dwa dziedzictwa kulturowe, jeden o charakterze przyrodniczym oraz jeden o charakterze kulturowo–przyrodniczym.
Na albańskiej liście informacyjnej UNESCO – liście obiektów, które Albania zamierza rozpatrzyć do zgłoszenia do wpisu na listę światowego dziedzictwa, znajdują się cztery obiekty (stan na 2023 rok).

## Obiekty na liście światowego dziedzictwa UNESCO
Poniższa tabela przedstawia albańskie wpisy na liście światowego dziedzictwa UNESCO:
Nr ref. – numer referencyjny UNESCO;
Obiekt – polskie tłumaczenie nazwy wpisu na liście wraz z jej angielskim oryginałem;
Położenie – miasto, gmina, region; współrzędne geograficzne;
Typ – klasyfikacja według Komitetu Światowego Dziedzictwa:
- kulturowe (K),
- przyrodnicze (P),
- kulturowo–przyrodnicze (K,P);

Rok wpisu – roku wpisu na listę;
Opis – krótki opis wpisu wraz z informacjami o jego zagrożeniu.
     Wpisy transgraniczne
| Nr ref. | Obiekt | Zdjęcie | Położenie | Typ                    | Rok                 | Opis |
| ------- | --- | ------- | --- | ---------------------- | ------------------- | --- |
| 570     | Butrinti Butrint |         | Obwód Wlora 39°44′00″N 20°01′00″E/39,733333 20,016667 | K (iii)                | 1992                | Zamieszkane od czasów prehistorycznych, Butrint było grecką kolonią, a kilka wieków później rzymską. W średniowieczu miasto opustoszało. W miejscu ruin Butrint odkryto budowle reprezentujące różne okresy w rozwoju miasta m.in.: starożytny teatr grecki, ruiny rzymskich łaźni publicznych, czy pozostałości XIV-wiecznego zamku weneckiego. |
| 569     | Historyczne centra miast Berat i Gjirokastra Historic Centres of Berat and Gjirokastra                                                             |         | Okręg Berat, Obwód Berat oraz Okręg Gjirokastra, Obwód Gjirokastra 40°42′17,8″N 19°56′58,8″E/40,704939 19,949673 40°04′33,0″N 20°08′20,0″E/40,075830 20,138890 | K (iii)(iv)            | 2005 2008           | Położone w środkowej Albanii, Berat świadczy o współistnieniu różnych wspólnot religijnych i kulturowych na przestrzeni wieków. Zamek w Beracie (lokalnie znany jako Kalaja) został wybudowany w IV wieku p.n.e., chociaż większość zabudowań pochodzi z XIII wieku n.e. Natomiast Gjirokastra jest zabudowane dwupiętrowymi domami pochodzącymi z XVII wieku. Nad miastem góruje średniowieczny zamek pochodzący z XII wieku n.e. i zdobyty przez Turków osmańskich w 1417 roku.                                                                                                   |
| 1133    | Pradawne i pierwotne lasy bukowe Karpat i innych regionów Europy Ancient and Primeval Beech Forests of the Carpathians and Other Regions of Europe |         | 49°00′00″N 15°00′00″E/49,000000 15,000000 | P (ix)                 | 2007 2011 2017 2021 | Zespół względnie nienaruszonych europejskich lasów bukowych. Od końca ostatniej epoki lodowcowej buk europejski zaczął się rozprzestrzeniać na terenie Alp, Karpat, Dinaryd oraz Pirenejów. Udana ekspansja na całym kontynencie europejskim jest z szeroką tolerancją na różne warunki klimatyczne. Wpis transgraniczny z Austrią, Belgią, Bośnią i Hercegowiną, Bułgarią, Chorwacją, Czechami, Francją, Hiszpanią, Macedonią Północną, Niemcami, Polską, Rumunią, Słowacją, Słowenią, Szwajcarią, Ukrainą oraz Włochami.                                                          |
| 99      | Przyrodnicze i kulturowe dziedzictwo regionu Ochrydy Natural and Cultural Heritage of the Ohrid region                                             |         | Gmina Ochryda 41°07′01″N 20°48′07″E/41,116944 20,801944 | K, P (i)(iii)(iv)(vii) | 1979 1980 2019      | Jezioro Ochrydzkie, znajdujące się na granicy albańsko–macedońskiej, stanowi schronienie dla wielu endemicznych gatunków słodkowodnej fauny i flory pochodzącej z okresu trzeciorzędu. Położone nad brzegiem jeziora po stronie macedońskiej miasto Ochryda jest jedną z najstarszych osad ludzkich w Europie. Wybudowane w IV wieku, zostało zniszczone w wyniku trzęsienia ziemi w 526 roku. Na terenie miasta znajdują się liczne cerkwie m.in.: cerkiew św. Zofii, cerkiew św. Klemensa i Pantelejmona oraz cerkiew św. Jana w Kaneo. Wpis transgraniczny z Macedonią Północną. |

## Obiekty na albańskiej liście informacyjnej UNESCO
Poniższa tabela przedstawia obiekty na albańskiej liście informacyjnej UNESCO:
Nr ref. – numer referencyjny UNESCO;
Obiekt – polskie nazwa obiektu wraz z jej angielskim oryginałem na albańskiej liście informacyjnej;
Położenie – miasto, gmina, region; współrzędne geograficzne;
Typ – klasyfikacja według zgłoszenia:
- kulturowe (K),
- przyrodnicze (P),
- kulturowo–przyrodnicze (K,P);

Rok wpisu – roku wpisu na listę informacyjną;
Opis – krótki opis obiektu wraz z informacjami o jego zagrożeniu.
| Nr ref. | Obiekt                                                               | Zdjęcie | Położenie                                                              | Typ               | Rok  | Opis |
| ------- | -------------------------------------------------------------------- | ------- | ---------------------------------------------------------------------- | ----------------- | ---- | --- |
| 909     | Królewskie grobowce w Selcë e Poshtme Royal Tombs of Selca e Poshtme |         | Okręg Pogradec, Obwód Korcza 40°59′28″N 20°31′09″E/40,991111 20,519167 | K (iii)           | 1996 | Selcë e Poshtme to wieś niedaleko Pogradca. Podczas wykopalisk archeologicznych w latach 1964–1972 na wzgórzu, niedaleko wsi odkryto ruiny iliryjskiego miasta. Selcë e Poshtme zostało założone w epoce żelaza. W IV wieku p.n.e., na rozkaz Aleksandra Wielkiego, we wsi została wybudowana warownia, w celu umocnienia granicy z Epirem. W III p.n.e. wieku wyryto w skale pięć monumentalnych grobowców królewskich. W jednym z tych grobowców odkryto duży zbiór broni, naczyń z brązu i terakoty oraz złotej biżuterii. Iliryjskie miasto zostało zburzone w połowie VI wieku n.e. |
| 910     | Amfiteatr w Durrës Amphitheatre of Durrës                            |         | Obwód Durrës 41°18′44″N 19°26′42″E/41,312222 19,445000                 | K (iv)            | 1996 | Rzymski amfiteatr wybudowany w II wieku n.e. w Durrës, jest największym teatrem na Bałkanach. Amfiteatr miał kształt elipsy o średnicy 136 m. Jego wysokość wynosiła 20 m, natomiast trybuny mogły pomieścić od 15 000 do 20 000 widzów. Odkryto go w trakcie badań wykopaliskowych prowadzonych w 1966 roku. |
| 5885    | Apollonia Iliryjska The Ancient City of Apollonia                    |         | Obwód Fier 40°43′19″N 19°28′21″E/40,721944 19,472500                   | K, P (ii)(iii)(x) | 2014 | Starożytne miasto Apollonia znajduje się w południowo–zachodniej Albanii, około 7 km od miasta Fier. Zostało założone w 588 roku p.n.e. W IV wieku p.n.e. miasto było ośrodkiem handlowym. Ruiny Apollonii odkryto w XIX wieku. Miasto zostało nazwane na cześć boga Apolla. |
| 6259    | Zamek Bashtovë The Castle of Bashtova                                |         | Obwód Tirana 41°02′48,8″N 19°29′47,4″E/41,046900 19,496500             | K (iv)            | 2017 | Średniowieczny zamek położony w pobliżu ujścia rzeki Shkumbin do Morza Adriatyckiego. Dokładny rok wybudowania twierdzy nie jest znany. Według Alaina Ducelliera została wybudowana przez Cesarstwo Bizantyjskie w VI wieku n.e. Zamek został zdobyty przez Turcję w 1478 roku. |